# Vällingby
Vällingby er en forstad til Sveriges hovedstad Stockholm, og bydelen havde 8.767 indbyggere ved en optælling i 2017. Vällingby er kendt som mest konkrete udtryk for ABC-byerne ("Arbete, Bostad, Centrum"), som var en del af socialdemokraternes vision om Folkhemmet. Da byens centrum i 1952 blev indviet, blev den omtalt som Fremtidsbyen.